# Dekanat Novogradiški
Dekanat Novogradiški – jeden z 10 dekanatów rzymskokatolickich wchodzących w skład diecezji pożedzkiej w Chorwacji.
Według danych na październik 2015 roku, w jego skład wchodziło 12 parafii.

## Lista parafii
Źródło:
| Lp. | Miejscowość      | Parafia                                                             | Proboszcz               | Kościół                                                                  | Grafika |
| --- | ---------------- | ------------------------------------------------------------------- | ----------------------- | ------------------------------------------------------------------------ | ------- |
| 1   | Cernik           | Parafia św. Piotra Apostoła                                         | Josip Vukoja OFM        | Kościół św. Piotra Apostoła w Cerniku                                    |         |
| 2   | Davor            | Parafia Najświętszej Maryi Panny Królowej i św. Jerzego, męczennika | Goran Kovačević         | Kościół Najświętszej Maryi Panny Królowej i św. Jerzego w Davorze        |         |
| 3   | Gornji Bogićevci | Parafia Ducha Świętego                                              | Ivo Brezović OFM        | Kościół Ducha Świętego w Gornji Bogićevci                                |         |
| 4   | Mačkovac         | Parafia św. Mateusza Apostoła                                       | Msgr. Stjepan Josipović | Kościół św. Mateusza Apostoła w Mačkovacu                                |         |
| 5   | Nova Gradiška    | Parafia Niepokalanego Poczęcia Najświętszej Maryi Panny             | Mr. Perica Matanović    | Kościół Niepokalanego Poczęcia Najświętszej Maryi Panny w Novej Gradišce |         |
| 6   | Nova Gradiška    | Parafia Najświętszej Maryi Panny Królowej                           | Ivan Štivičić           | Kościół Najświętszej Maryi Panny Królowej w Novej Gradišce               |         |
| 7   | Okučani          | Parafia św. Wita, męczennika                                        | Mario Radman OFM        | Katedra św. Wita w Okučani                                               |         |
| 8   | Orubica          | Parafia św. Eliasza, proroka                                        | Milivoj Knežević        | Kościół św. Eliasza w Orubicy                                            |         |
| 9   | Rešetari         | Parafia Chrystusa Króla                                             | Josip Bogović           | Kościół Chrystusa Króla w Rešetari                                       |         |
| 10  | Stara Gradiška   | Parafia św. Michała Archanioła                                      | Mato Rukavina           | Kościół św. Michała Archanioła w Starej Gradišce                         |         |
| 11  | Vrbje            | Parafia św. Józefa                                                  | Željko Volarić          | Kościół św. Józefa we Vrbje                                              |         |
| 12  | Zapolje          | Parafia Męczeństwa św. Jana Chrzciciela                             | Josip Poleto OFM        | Kościół Męczeństwa św. Jana Chrzciciela w Zapolju                        |         |